# ليونا فوغن
ليونا فوغن (بالإنجليزية: Leona Kate Vaughan)‏ هي ممثلة بريطانية، ولدت في 13 فبراير 1995 في كايرفلي في المملكة المتحدة.

## وصلات خارجية
- ليونا فوغن على موقع IMDb (الإنجليزية)
- ليونا فوغن على موقع كينوبويسك (الروسية)